# Aumühle (Schondorf am Ammersee)
Aumühle ist ein Ortsteil der Gemeinde Schondorf am Ammersee im oberbayerischen Landkreis Landsberg am Lech.

## Geografie
Die Einöde Aumühle liegt knapp zwei Kilometer nördlich von Schondorf am Ammersee unmittelbar an der Windach und wird von der Staatsstraße 2055 durchquert. Etwas abwärts an der Windach liegt Gießübl.

## Geschichte
In einer Verkaufsurkunde von 1420 wird Aumühle als Aumull erstmals als Bestandteil der Hofmark Greifenberg genannt. Inhaber der Hofmark waren seit 1507 die Herren von Perfall, im Jahr 1761 wird ein Halbhof in Aumühle erwähnt.
Nach der Säkularisation wurde die Einöde im Zuge des zweiten Gemeindeedikts von 1818 Bestandteil der neu gebildeten Gemeinde Unterschondorf im Landgericht Landsberg.
Durch die Zusammenlegung der Gemeinden Oberschondorf und Unterschondorf am 1. Januar 1970 wurde Aumühle Ortsteil der neu entstandenen Gemeinde Schondorf am Ammersee.
Heute befinden sich neben den älteren Wirtschaftsgebäuden auch ein Discounter und ein Drogeriemarkt in Aumühle.